# Запасний аеродром (фільм)
«Запасний аеродром» (рос. «Запасной аэродром») — російський радянський художній фільм 1977 року.

## Сюжет
Юний Мітя, порівнявши домашнє фото батька зі знімком у газеті, зрозумів, що повинен відправитися на арктичне узбережжя, щоб нарешті зустрітися зі своїм батьком. Але очікування зустрічі виявляється довгим, оскільки сам юнак не готовий до цього, a потім, на власні очі дізнавшись про життя на заполярному запасному аеродромі, налаштований уже не так непримиренно і не надає побаченню з батьком такого вирішального значення.

## У ролях
- Андрій Ростоцький —  Мітя Соловйов
- Тамара Миронова —  Рита
- Олександр Никифоров —  Іван Валетов шкіпер «Рауль»
- Володимир Самойлов —  Іван Капітонович
- Вадим Медведєв —  Петро Петрович Кошехлєбов
- Світлана Немоляєва —  Аріна тітка Міті
- Михайло Бочаров —  Петрович
- Микола Смирнов —  синоптик

## Знімальна група
- Автор сценарію:  Едгар Дубровський
- Режисер:  Ілля Гурін
- Оператор:  Євген Давидов
- Художник: Сергій Серебреніков
- Композитор:  Ісаак Шварц